# سیارک ۱۰۸۰۳
سیارک ۱۰۸۰۳ (به انگلیسی: 10803 Caleyo، نامگذاری:1992UK9) ده هزار و هشتصد و سومین سیارک کشف شده‌است که در ۲۱ اکتبر ۱۹۹۲ کشف شد.
قدر مطلق سیارک برابر ۲۱.۴ است.